# Mały sabotaż

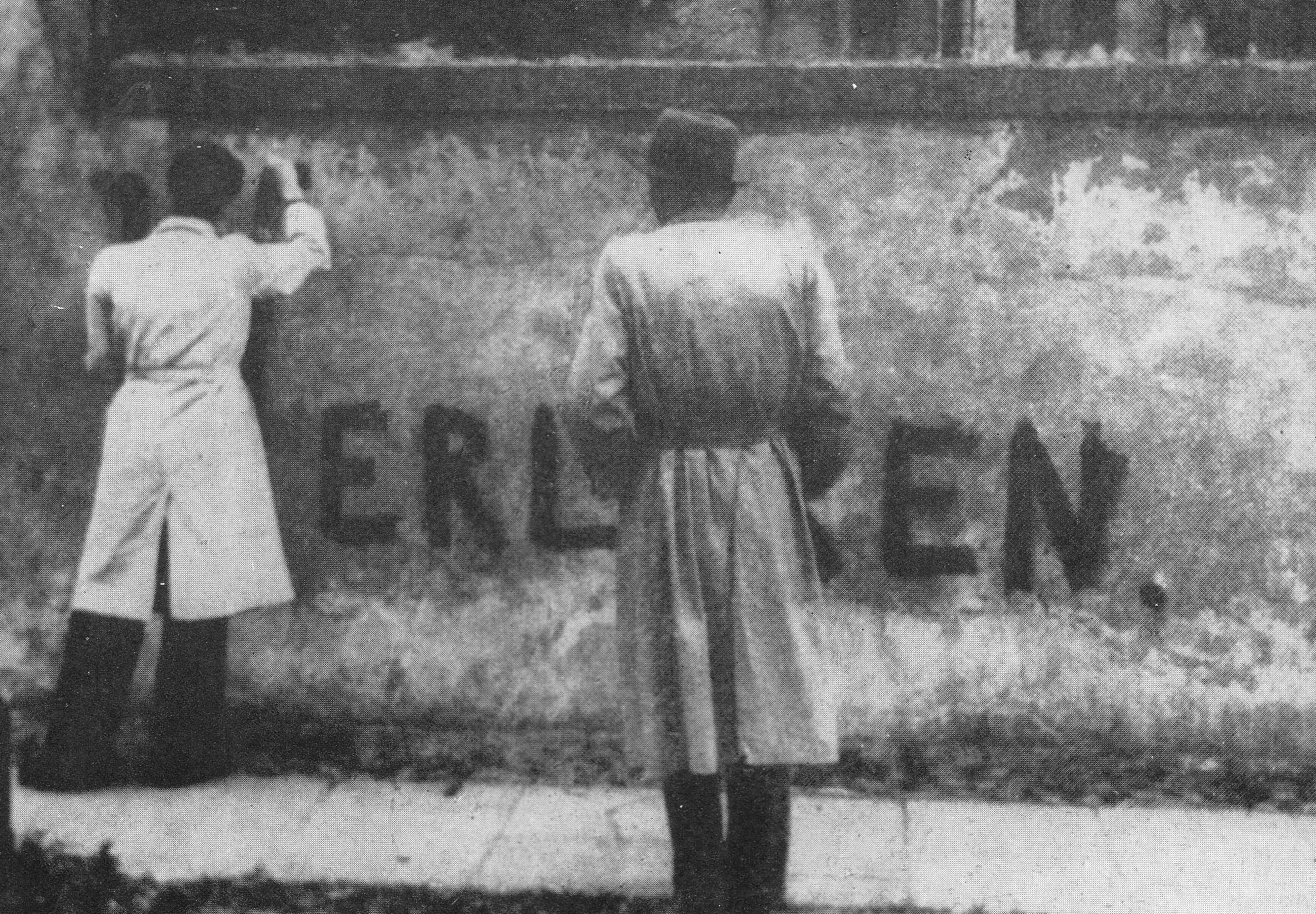
Malowanie napisu Deutschland verloren na budynku przy ulicy Sułkowskiego w Warszawie

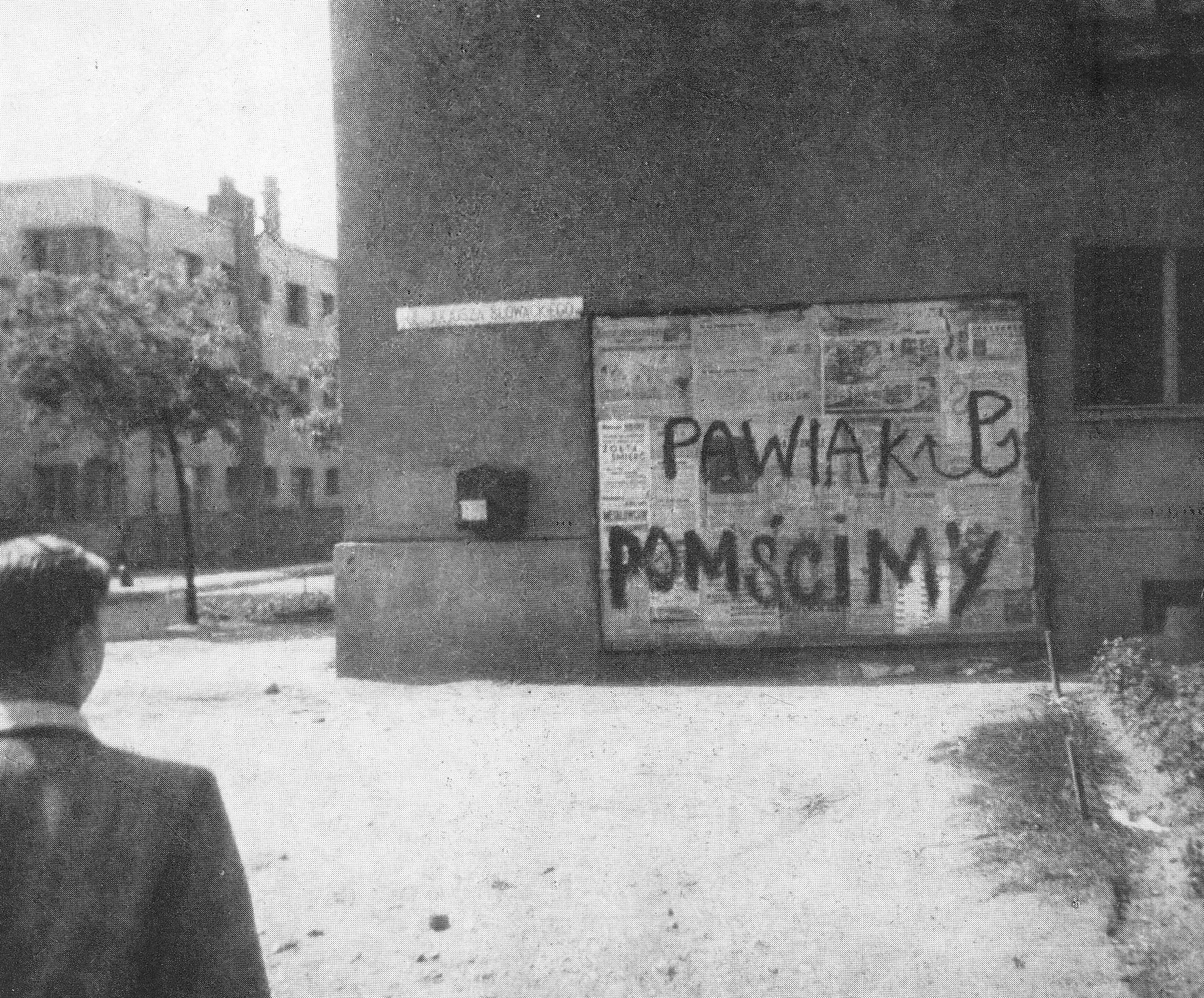
Napis Pawiak pomścimy na budynku przy ulicy Słowackiego w Warszawie

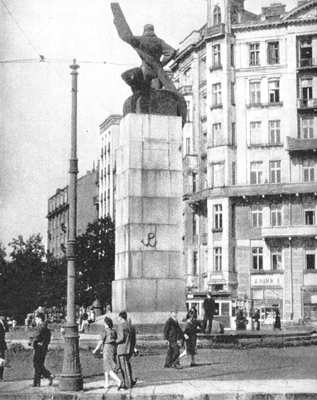
Przykład małego sabotażu – znak Polski Walczącej namalowany przez Jana Bytnara ps. „Rudy” na pomniku Lotnika na placu Unii Lubelskiej w Warszawie, lipiec 1944

Mały sabotaż – kategoria akcji konspiracyjnych w czasie okupacji niemieckiej w latach 1939–1945, polegających na pisaniu antyhitlerowskich haseł na murach, wysyłaniu ostrzeżeń, ośmieszaniu zarządzeń okupanta i dezorganizowaniu jego akcji propagandowych. Mały sabotaż był stosowany przez ruch oporu w wielu krajach okupowanej Europy. Jego znaczenie było głównie psychologiczne – utwierdzał w ludności przekonanie o istnieniu i działaniu ruchu oporu oraz o możliwości zwycięstwa mimo represji.

## Dzieje pojęcia
Twórcą pojęcia „mały sabotaż” był prawdopodobnie Aleksander Kamiński, który w listopadzie 1940 zamieścił w Biuletynie Informacyjnym artykuł pod takim właśnie tytułem. W artykule tym użycie wyrażenia „mały sabotaż” odbiegało jeszcze od jego późniejszego znaczenia. Kamiński zaliczał do przykładów małego sabotażu powolną i niesolidną pracę na rzecz okupanta (pracuj Polaku powoli), niedbałe wykonywanie niemieckich zarządzeń, udawanie nieznajomości języka niemieckiego itp. Na dalszym dopiero miejscu wymieniał działania, które z czasem uznane zostaną za charakterystyczne dla tej właśnie formy oporu: ulotki, hasła na murach, utrudnianie życia kolaborantom. Dojrzałą koncepcję teoretyczną małego sabotażu przedstawił w 1942, w książce-podręczniku Wielka Gra. Zaliczył wówczas do niego, m.in., następujące rodzaje działań:
- wybijanie szyb (fotografom wieszającym w witrynach zdjęcia niemieckich żołnierzy, kolaborantom itp.);
- naklejki i napisy (także rysunki) na murach;
- ulotki;
- oblewanie żrącym płynem odzieży (zwłaszcza kobiet spacerujących z Niemcami);
- gazy łzawiące (stosowane w kinach, niemieckich sklepach, lokalach rozrywkowych);
- zrywanie plakatów;
- zrywanie flag niemieckich i wieszanie polskich.
- modyfikacja sloganu „Deutschland siegt an Allen Fronten” (Niemcy zwyciężają na wszystkich frontach). Wystarczyło zmienić s na l w drugim słowie, by uzyskać odwrotny tekst: „Deutschland liegt an Allen Fronten” (Niemcy leżą na wszystkich frontach)[1].

Repertuar akcji małosabotażowych był w rzeczywistości szerszy: obejmował akcje megafonowe, rozprowadzanie gazet i plakatów wzorowanych na wydawnictwach okupanta i wiele innych. Do bardziej popularnych działań należało na przykład zrywanie flag niemieckich oraz wywieszanie (zwłaszcza z okazji święta 3 maja) flag polskich.
Cechą wspólną wszystkich działań małosabotażowych było to, że nie miały na celu wyrządzenia fizycznej krzywdy osobom ani spowodowania znaczących strat materialnych – ich działanie miało mieć wyłącznie charakter propagandowo-wychowawczy.
Z czasem pojęcie małego sabotażu przestało być kojarzone wyłącznie z okresem okupacji. Zaczęło być używane na określenie różnych form propagandy ulicznej – przede wszystkim napisów na murach, plakatów i ulotek.

## Cele małego sabotażu
Propagandowo-psychologiczne oddziaływanie małego sabotażu adresowane było zarówno do własnego społeczeństwa, jak i do nieprzyjaciela. W przypadku społeczeństwa polskiego chodziło przede wszystkim o podtrzymanie morale – danie świadectwa temu, że istnieje polski ruch oporu, utwierdzaniu wiary w ostateczne zwycięstwo. Część działań miała zdecydowanie cel „wychowawczy” – służyła zapobieżeniu postawom i zachowaniom uznawanym za niewłaściwe w okupacyjnej rzeczywistości – począwszy od zwalczania zwyczaju chodzenia do kin, poprzez akcje przeciw kobietom spotykającym się z Niemcami, fotografom eksponującym zdjęcia niemieckich żołnierzy aż do tępienia zachowań jawnie kolaboranckich.
Wrogowi mały sabotaż uzmysłowić miał istnienie nieustającego społecznego oporu, osłabić wiarę w zwycięstwo (akcja V, przypominanie niemieckiej klęski pod Stalingradem itp.). Przeciwko osiedlającym się w Polsce cywilnym Niemcom skierowana była posługująca się technikami małego sabotażu Akcja Gdańsk. Częściowo techniki te wykorzystywała również Akcja N, której adresatami byli żołnierze Wehrmachtu.

## Pierwsze akcje
Za prekursorkę małego sabotażu uważana jest Elżbieta Zahorska, studentka Uniwersytetu Warszawskiego – pierwsza osoba, która poniosła śmierć za zrywanie niemieckich plakatów. Rozstrzelano ją 4 listopada 1939.
Pierwsze działania, jakie w przyszłości stały się charakterystyczne dla małego sabotażu, podjęła w Warszawie już w październiku 1939 Polska Ludowa Akcja Niepodległościowa (PLAN). Na afiszach obwieszczających utworzenie Generalnego Gubernatorstwa umieszczano niewielkie, drukowane na ręcznej drukarence nalepki z tekstem: Marszałek Piłsudski powiedziałby: – A my was w dupie mamy. Przeprowadzono pierwsze akcje mające na celu kształtowanie postaw obywatelskich: rozlepiano ulotki skierowane przeciwko kobietom nawiązującym znajomości z Niemcami, użyto gazu łzawiącego w czasie niemieckiego seansu w kinie Napoleon. 1 stycznia 1940 przeprowadzono akcję w najbardziej znanym warszawskim lokalu – „Adrii” – rozpylając proszek powodujący natychmiastowe torsje.

## Organizacje Małego Sabotażu „Wawer” i „Palmiry”
PLAN został rozbity aresztowaniami już w styczniu 1940, ale celowość i skuteczność tych pierwszych akcji propagandowych została doceniona przez innych konspiratorów – stały się inspiracją dla szefa Biura Informacji i Propagandy Okręgu Warszawa Związku Walki Zbrojnej, Aleksandra Kamińskiego, który w grudniu 1940 stworzył strukturę stosującą podobne działania, opartą z jednej strony na precyzyjnej organizacji, z drugiej zaś na przemyślanej strategii propagandowej. Nosiła nazwę Organizacja Małego Sabotażu „Wawer”, na pamiątkę pierwszych masowych egzekucji, które miały miejsce w Wawrze 27 grudnia 1939 (zbrodnia w Wawrze). Obejmowała ona zasięgiem swego działania Warszawę. Włączyli się do niej, m.in., bohaterowie pierwszych akcji małego sabotażu, przelotnie związani z Polską Ludową Akcją Niepodległościową, harcerze „Pomarańczarni”, późniejsi bohaterowie Szarych Szeregów: Tadeusz Zawadzki, Maciej Aleksy Dawidowski, Jan Bytnar i inni. Na obszarze podwarszawskim funkcjonowała, utworzona i kierowana przez Kazimierza Gorzkowskiego (ps. „Andrzej”), organizacja o analogicznych zadaniach nosząca nazwę „Palmiry”. Organizacje te połączono w jedną: „Wawer-Palmiry”. Najsłynniejsze akcje małego sabotażu miały miejsce w Warszawie i były dziełem tej właśnie organizacji. Tylko w Warszawie miały też one tak regularny charakter.
Poza akcjami będącymi dziełem tej organizacji, mały sabotaż prowadziło wiele niezrzeszonych osób.

## Mały sabotaż poza Warszawą
Poza Warszawą zorganizowane działania o charakterze małego sabotażu prowadzone były głównie przez Szare Szeregi. Do najsłynniejszych akcji należały:
- Częstochowa: zamalowywanie niemieckich nazw ulic, rozlepianie polskich afiszy, umieszczenie na cokole po usuniętym pomniku Pułaskiego trupiej czaszki z podpisem: Reich in Jahre 1944, akcja zwalczania chodzenia do kin i nie tylko;
- Kielce: napisy Monte Cassino, zamalowywanie niemieckiego godła na urzędowych tabliczkach, stemplowanie gazet znakiem kotwicy, wymalowanie wielkiej kotwicy na wieży katedralnej, w miejscu usuniętej przez Niemców rzeźby Kościuszki;
- Kraków: akcja pokrywania murów napisami „Hitler kaput!”, sprzedaż podrobionego przez komórkę AK Gońca Krakowskiego (Organizacja Harcerek);